# Cercidiphyllum japonicum
Cercidiphyllum japonicum là một loài thực vật có hoa trong họ Cercidiphyllaceae. Loài này được Siebold & Zucc. ex J.J.Hoffm. & J.H.Schult.bis miêu tả khoa học đầu tiên năm 1864.

Cercidiphyllum japonicum
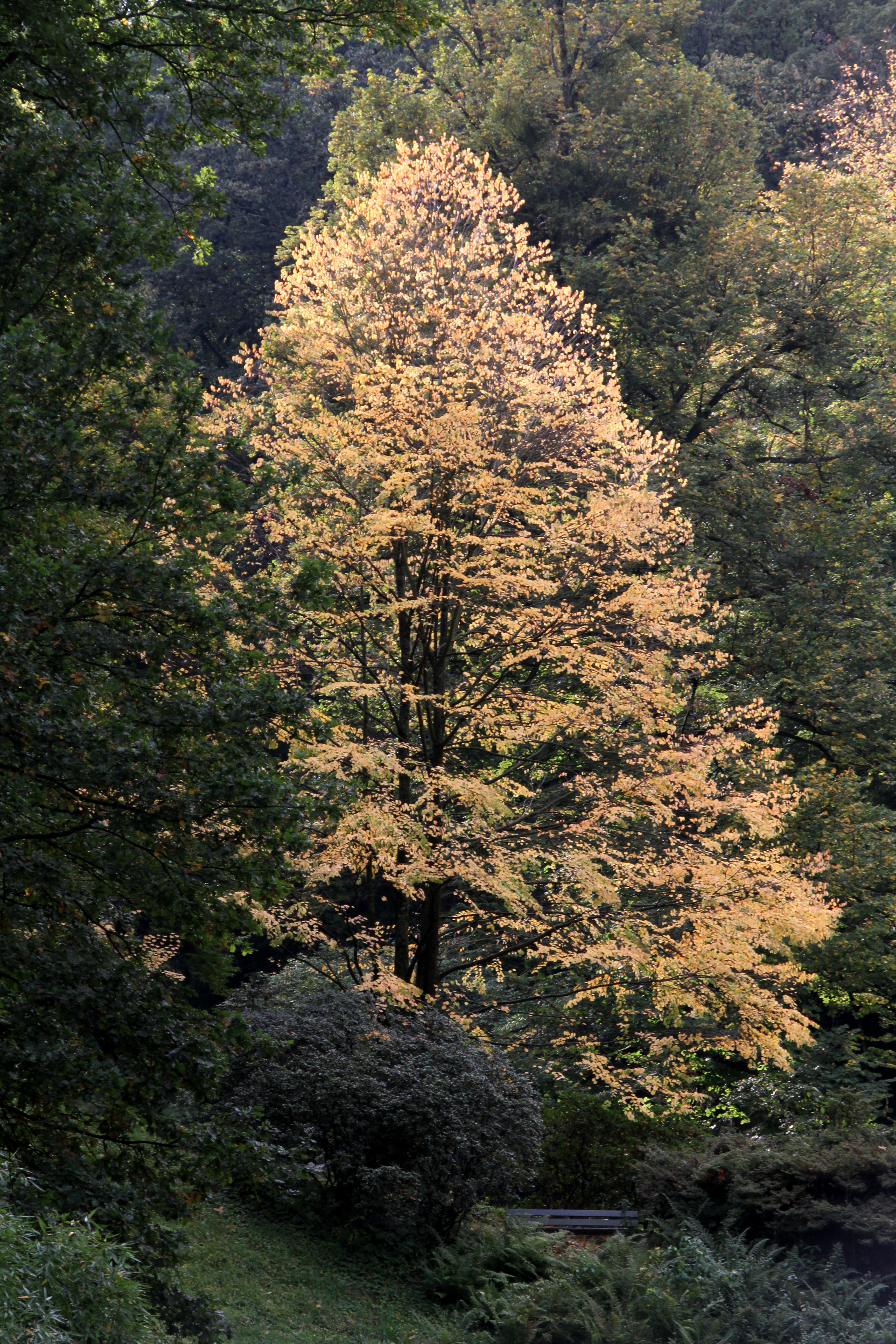
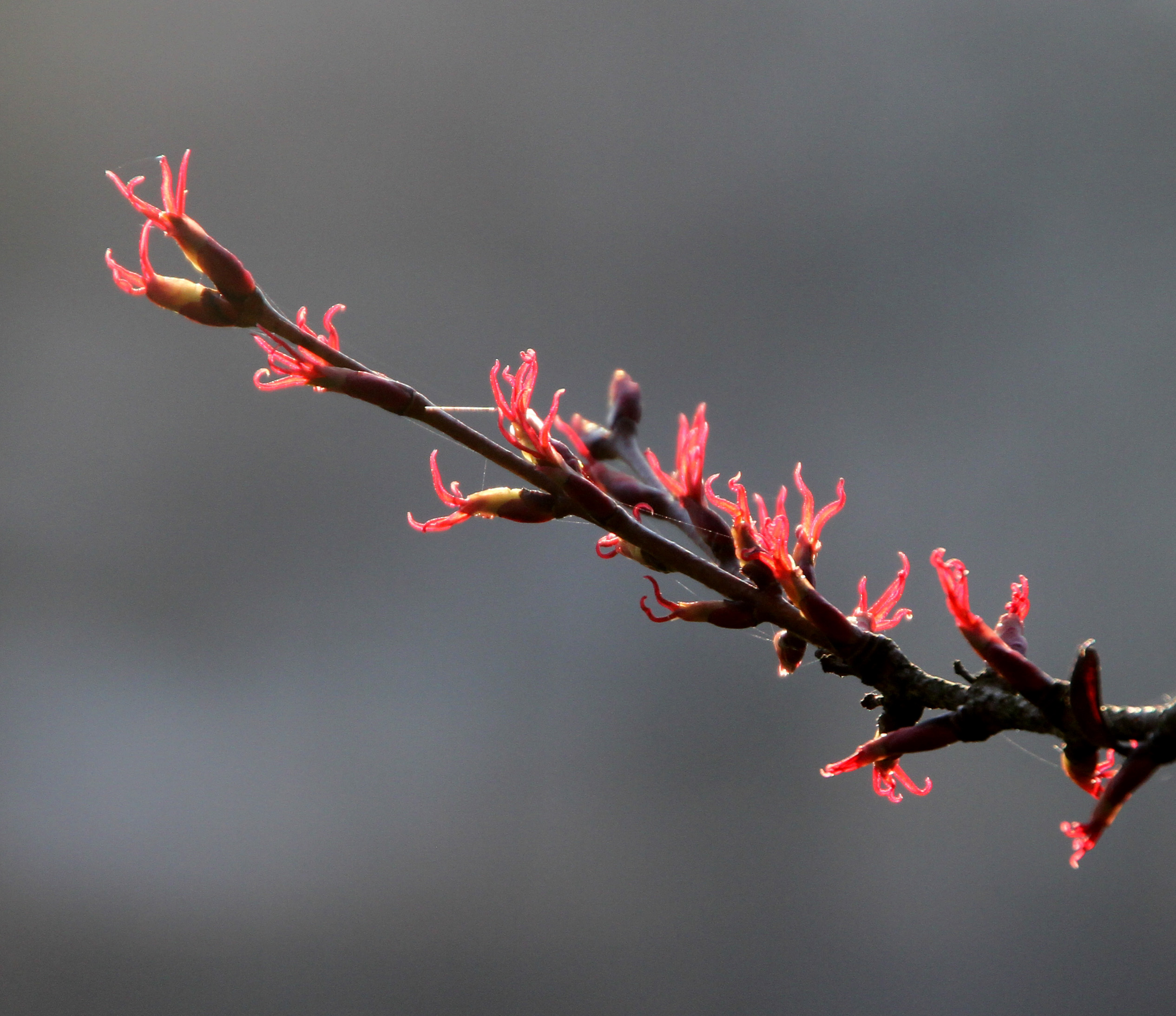
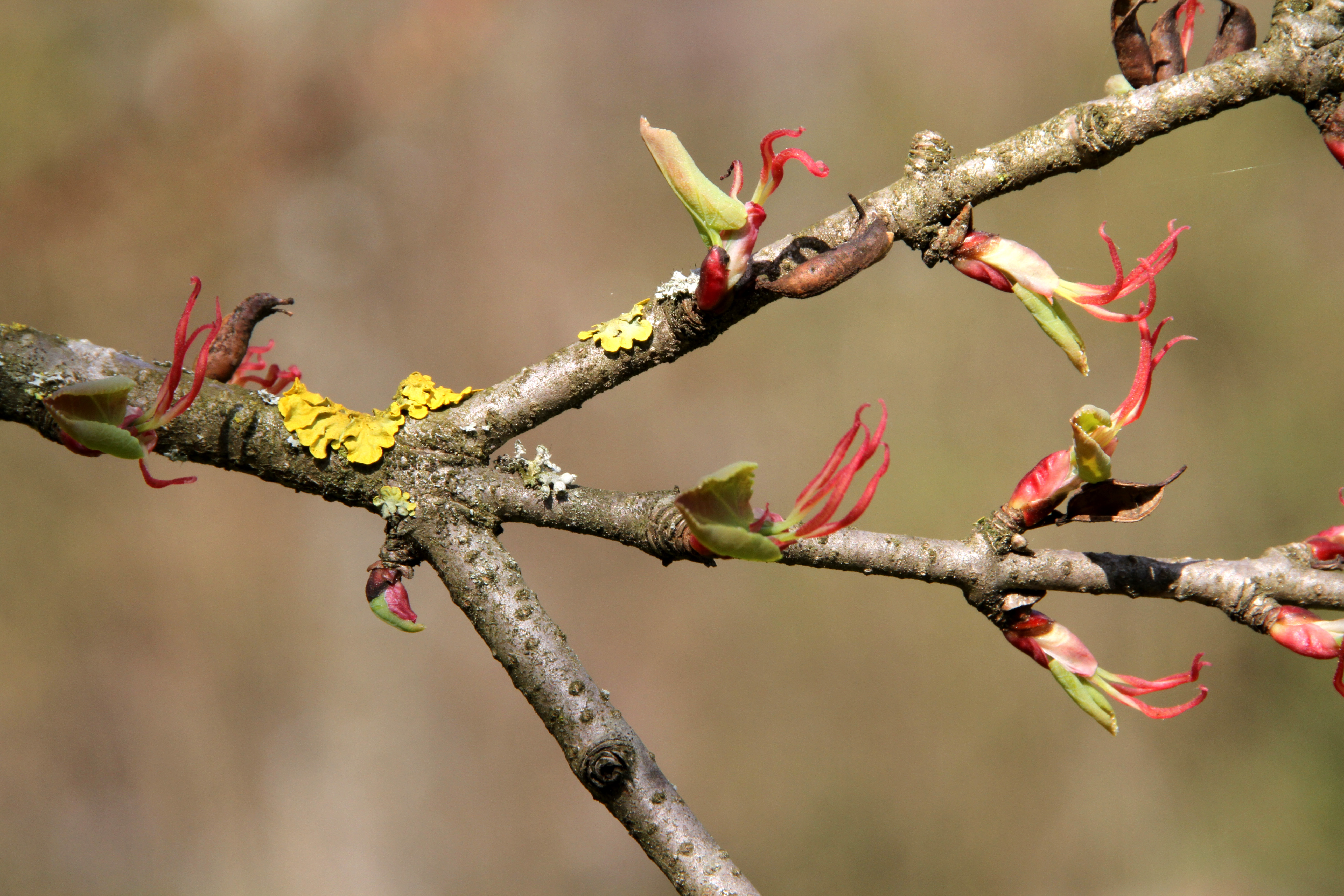
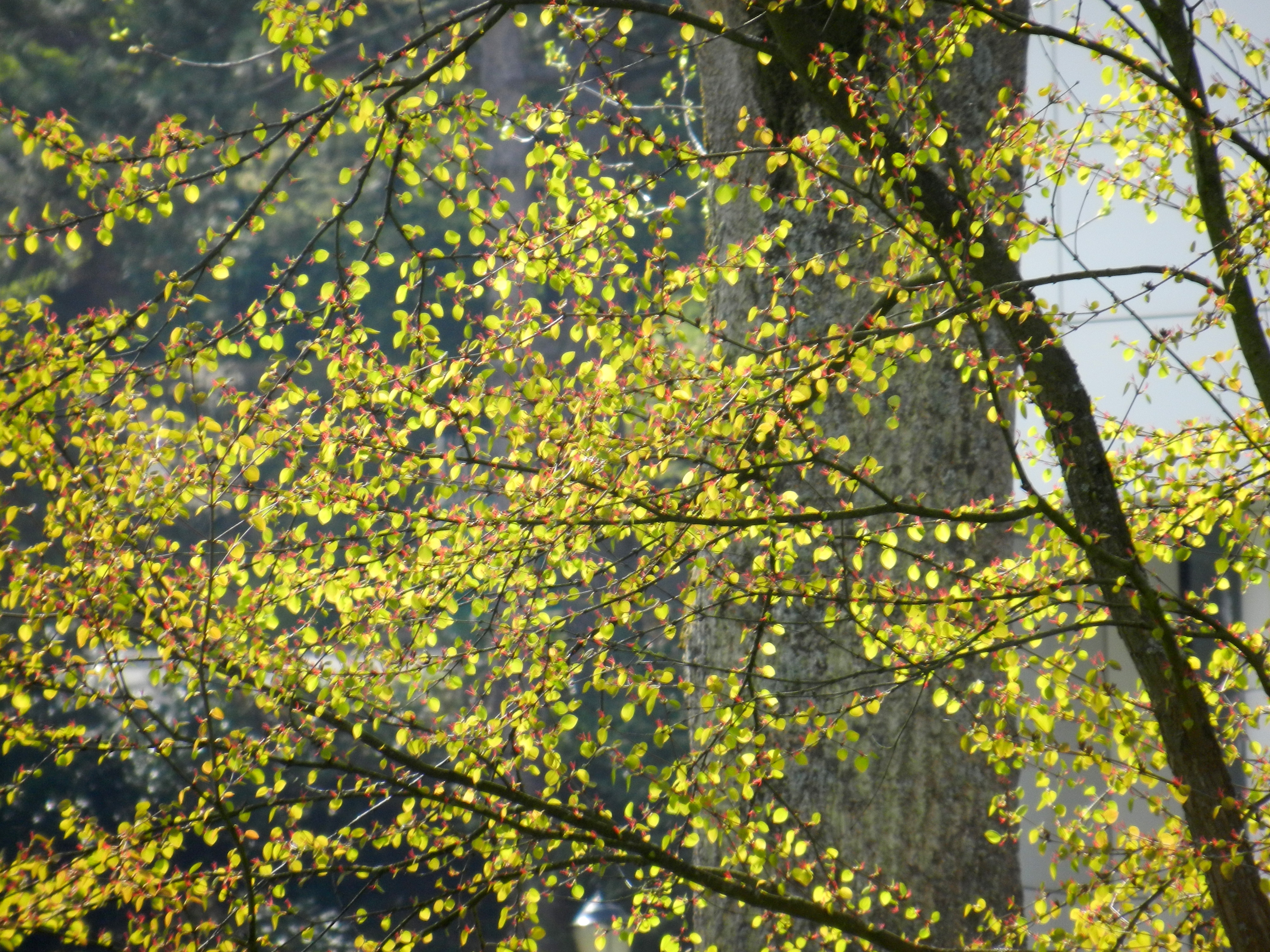
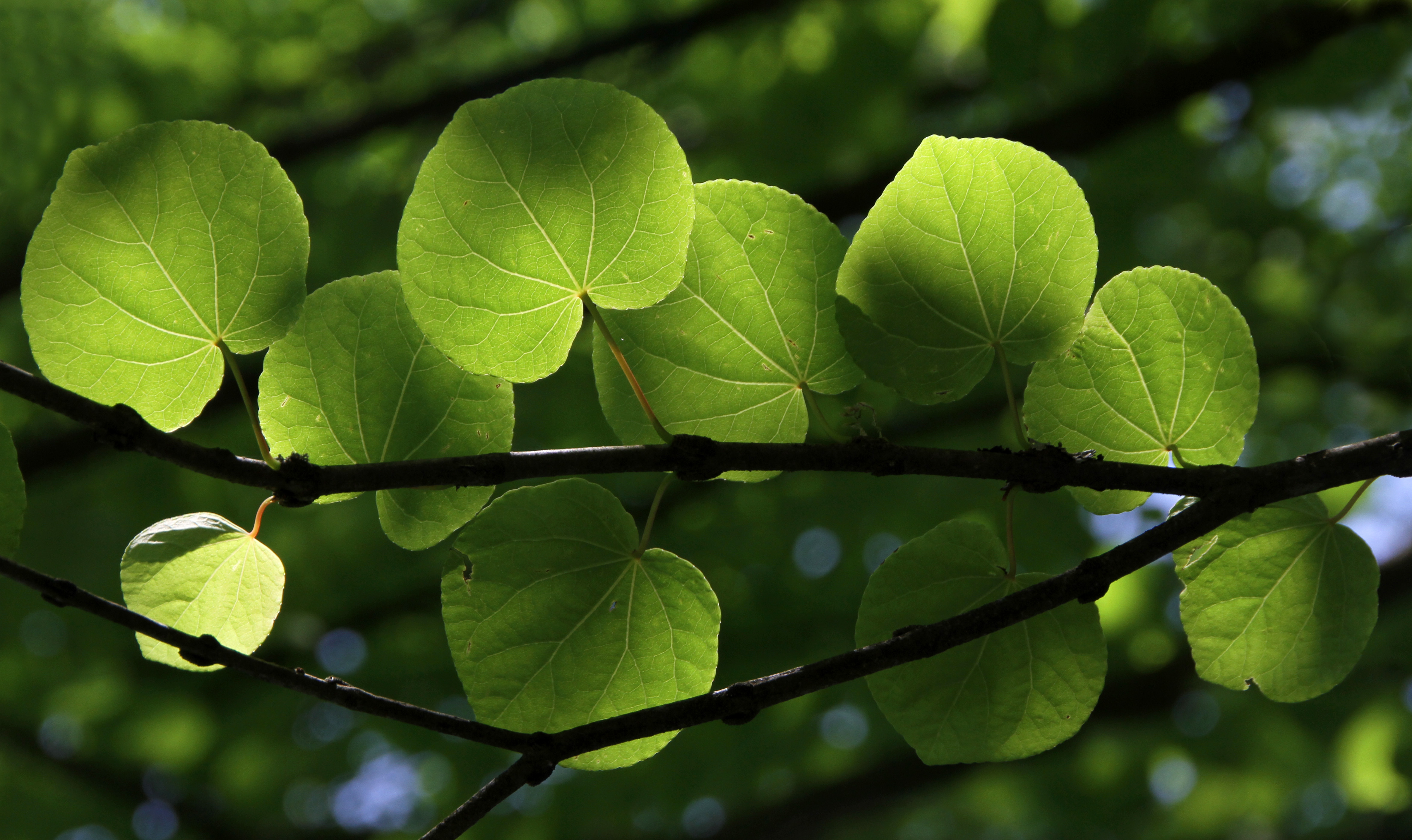
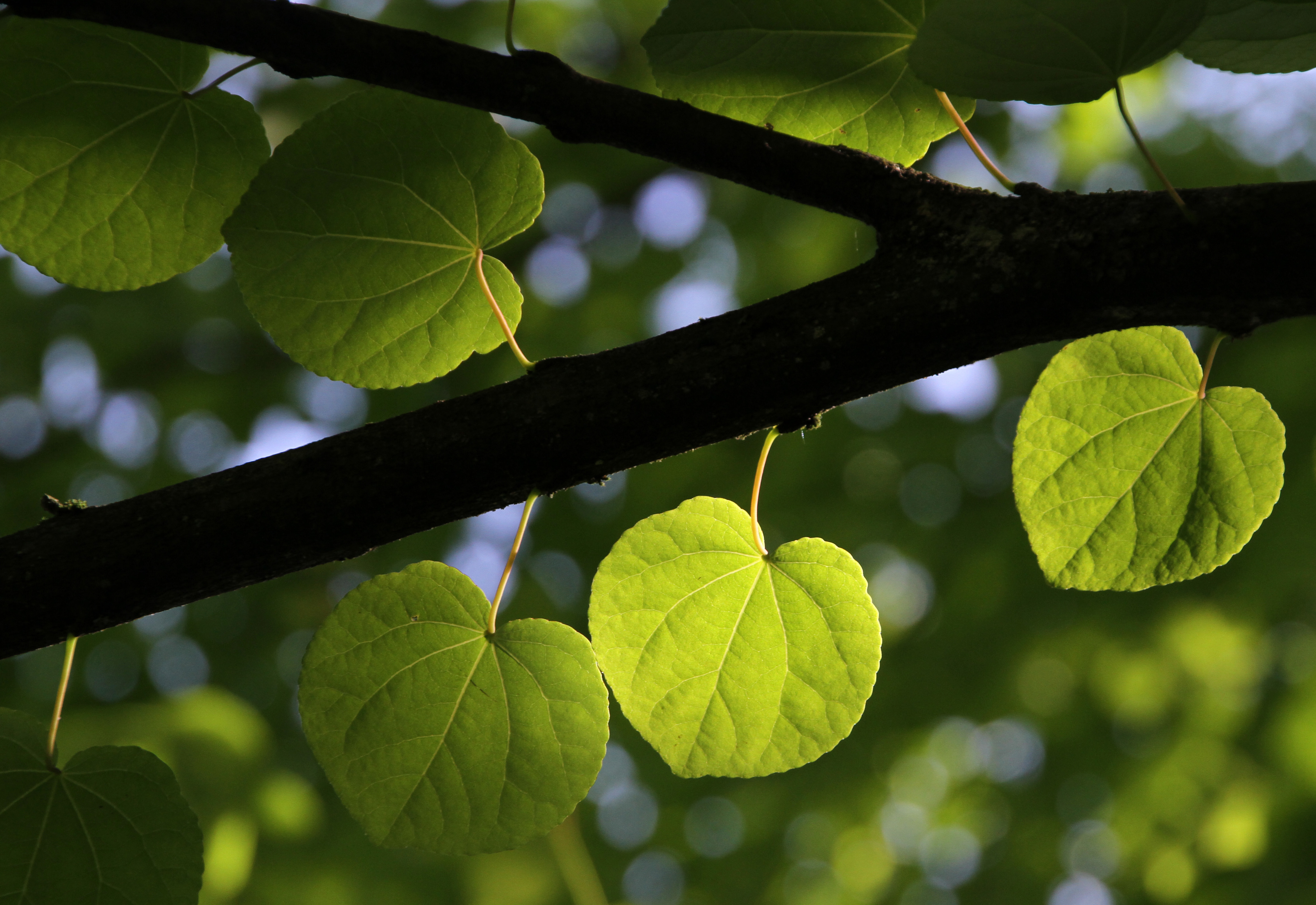
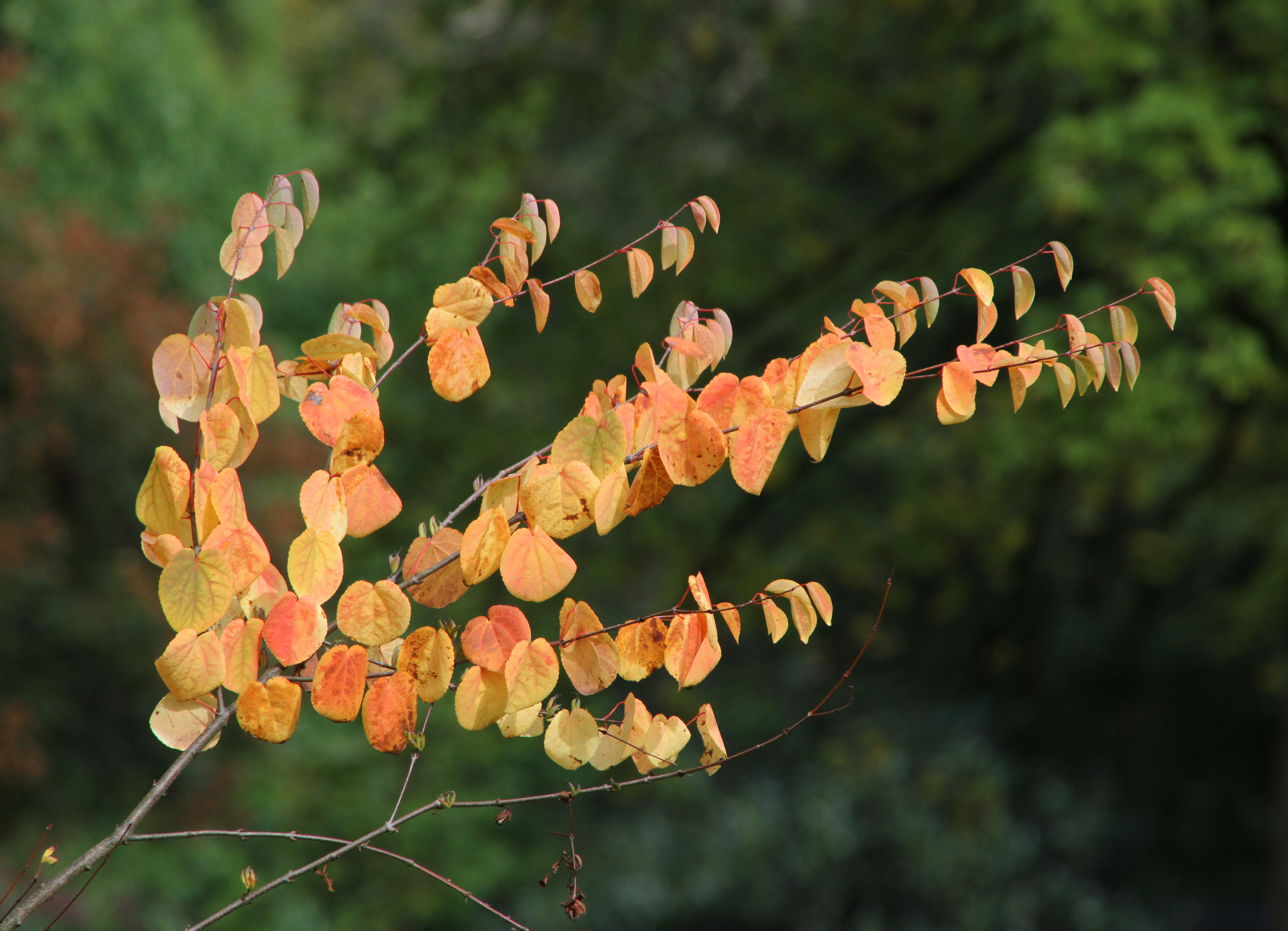
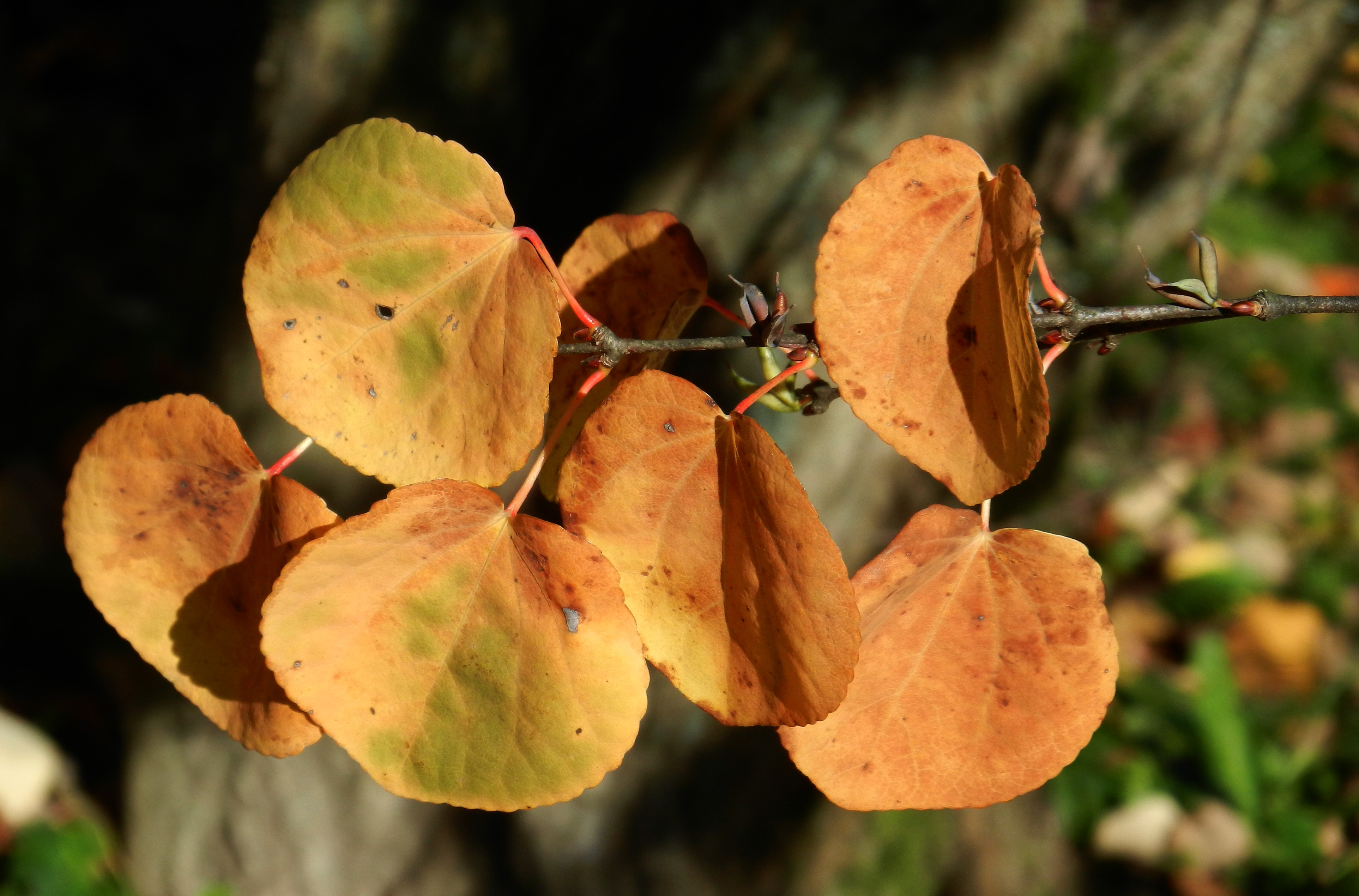